# Parque Nacional Quebrada del Condorito

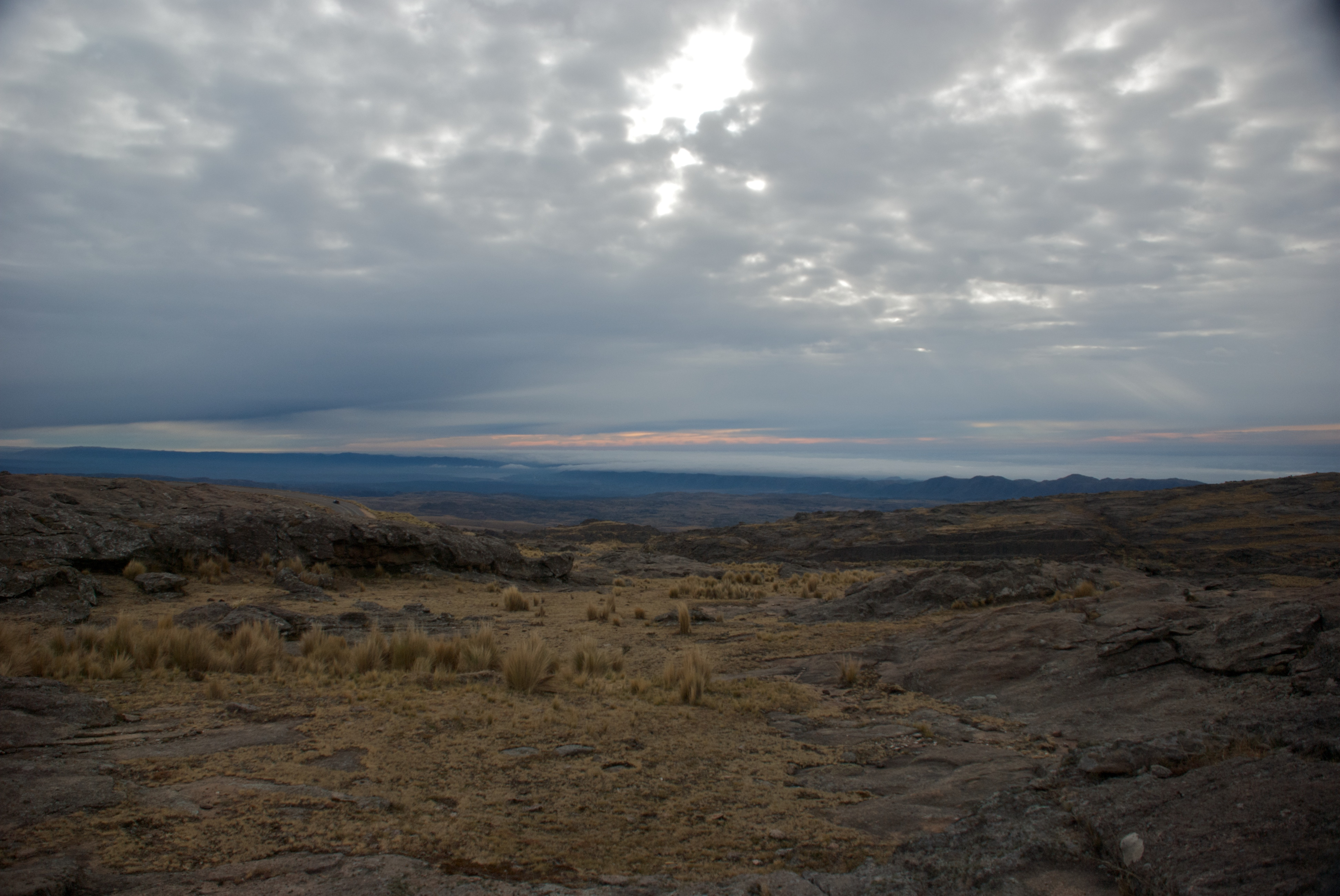
Vista do Parque Nacional Quebrada del Condorito

O Parque Nacional Quebrada del Condorito foi criado em 1996, e se localiza a 85 km de Córdoba, na Argentina, no meio da Serra de Córdoba. A área total é de 150.000 ha, mas a área do parque é de 37.000 ha. O resto é uma reserva provincial. 
O parque constitui um importante ciadeiro de condores, espécie ameaçada de extinção na América do Sul.
Seguindo os trabalhos tradicionais de fitogeografia da Argentina, se localiza neste parque o chaco distrito serrano. Tal como outras formações montanhosas extra-andinas de grande altura, do oeste e centro da Argentina, as Serras de Córdoba têm um tipo de natureza semelhante àquela presente na Cordilheira dos Andes.
A vegetação dominante nos pampas de Achala são pastagens de altura com pequenos bosques, similares aos do noroeste argentino.
Uma das características mais notáveis desta área é a presença de um número significativo de espécies e sub-espécies endêmicas destes picos de montanha. Por exemplo: a fauna tem dois anfíbios (um sapo e um escuerzo) e dois répteis (um lagarto verde e uma serpente listrada), próprios de Achala, a raposa-vermelha tem uma raça típica destas serras, enquanto entre aves tenham sido reconhecidos várias espécies de lugar único. O córrego que dá o seu nome para a área é uma profunda cañadón, cujas extremidades superiores, proporciona quase o mesmo nível do bom deslizamento de condores andinos. 
Apesar de ser bastante próximo da cidade de Córdoba e de cidades turísticas como Carlos Paz, Alta Gracia e Tanti, o território do parque manteve-se ecologicamente intacto devido ao seu difícil acesso. 
O clima é temperado serrano, com uma grande amplitude térmica entre o dia e a noite, e entre o verão e o inverno.
O relevo é desigual, com um trecho onde corre o límpido rio Condorito (afluente do Rio Segundo). A flora consta de prados montanheses com musgos e líquens, assim como pequenos bosques; e, em menor quantidade, palmeiras de variados tipos. Durante os invernos, são comuns as nevadas, de modo que no inverno as temperaturas se mantém freqüentemente abaixo de 0 °C.
Em 2006, a principal fauna do parque é composta por pumas, tatus, veados, raposas, entre outros.